# Qiagen
La QIAGEN è un produttore di tecnologie per campioni e analisi per la diagnostica molecolare, test applicati, per la ricerca accademica e farmaceutica. Consolidata sotto la holding olandese QIAGEN NV, la società gestisce più di 35 uffici in oltre 25 paesi.
Le azioni di QIAGEN sono quotate al NYSE (con il ticker QGEN) e alla Borsa di Francoforte nel Prime Standard (con il ticker QIA).
La sede operativa principale si trova a Hilden, in Germania; Thierry Bernard è l'amministratore delegato dell'azienda.